# Tika Ram Paliwal
Tika Ram Paliwal (* 1907 (nach anderen Angaben: (24. April) 1909) in Mandawar, Distrikt Dausa, Britisch-Indien; † 8. Februar 1995 in Jaipur, Rajasthan) war ein indischer Politiker des Indischen Nationalkongresses (INC), der sowohl Mitglied der Rajya Sabha, des Oberhauses des indischen Parlaments, als auch Mitglied der Lok Sabha, des Unterhauses des Parlaments, war. Er war zwischen März und Oktober 1952 außerdem Chief Minister von Rajasthan.

## Leben
Tika Ram Paliwal, Sohn von Hukum Chand Paliwal, begann nach dem Schulbesuch zunächst ein grundständiges Studium, das er mit einem Bachelor of Arts (B.A.) beendete. Ein weiteres Studium der Rechtswissenschaften schloss er mit einem Bachelor of Laws (LL.B.) ab und war danach als Rechtsanwalt tätig. Nach der Unabhängigkeit Indiens vom Vereinigten Königreich am 15. August 1947 begann sein politisches Engagement für den Indischen Nationalkongress (INC) und er fungierte zwischen 1948 und 1949 als Finanzminister des Fürstenstaates Jaipur sowie zwischen 1950 und 1951 als Generalsekretär des INC im Bundesstaat Rajasthan. Im Anschluss war er von April 1951 bis März 1952 Minister in der Regierung von Chief Minister Jai Narayan Vyas. Als Nachfolger von Jai Narayan Vyas übernahm er am 3. März 1952 selbst das Amt als Chief Minister von Rajasthan, wurde aber als solcher bereits am 31. Oktober 1952	wieder von Jai Narayan Vyas abgelöst. In dieser zweiten Regierung von Chief Minister Vyas bekleidete er zwischen November 1952 und November 1954 den Posten als stellvertretender Chief Minister und war später von 1957 bis 1958 Mitglied der Legislativversammlung (Rajasthan Legislative Assembly), des Unterhauses des Parlaments des Bundesstaates.
Paliwal wurde danach am 3. April 1958 Mitglied der Rajya Sabha, des Oberhauses des indischen Parlaments, und gehörte diesem als Vertreter von Rajasthan bis zum 1. März 1962 an. Bei der Wahl in der Woche vom 19. bis 25. Februar 1962 wurde er im Wahlkreis Hindaun-South Central schließlich auch zum Mitglied der Lok Sabha gewählt, des Unterhauses des Parlaments, und gehörte dieser in der dritten Legislaturperiode bis zur Wahl vom 15. bis 21. Februar 1967 an. Aus seiner Ehe mit Prakashwati Paliwal gingen ein Sohn und eine Tochter hervor.